# ジャーファーメンター
ジャー・ファーメンター（Jar fermentor) は、微生物の大量培養に用いる装置。
温度、通気量、攪拌速度、pHなどといった微生物の培養に必要な条件を一定に保つことができる。中には溶存酸素をモニタリングしながら通気量のコントロールできるものもある。培養のロット差は小さい。通常の最大培養量は50~100リットルである。